# Netherlands Institute for Advanced Study
Het Netherlands Institute for Advanced Study in the Humanities and Social Sciences (N.I.A.S.) is een onderzoeksinstituut in Amsterdam op het gebied van de geesteswetenschappen en sociale wetenschappen.
Het doel van dit instituut is het stimuleren en promoten van interdisciplinaire samenwerking op deze gebieden. Het instituut is in 1970 opgericht en valt sinds 1988, onder de Koninklijke Nederlandse Akademie van Wetenschappen.
Het NIAS was tussen 1970 en 2016 gehuisvest in de Del Court van Krimpen Villa, een landgoed in Wassenaar. Vanaf augustus 2016 is het gevestigd in het Oost-Indisch Huis in Amsterdam.

## Rectores

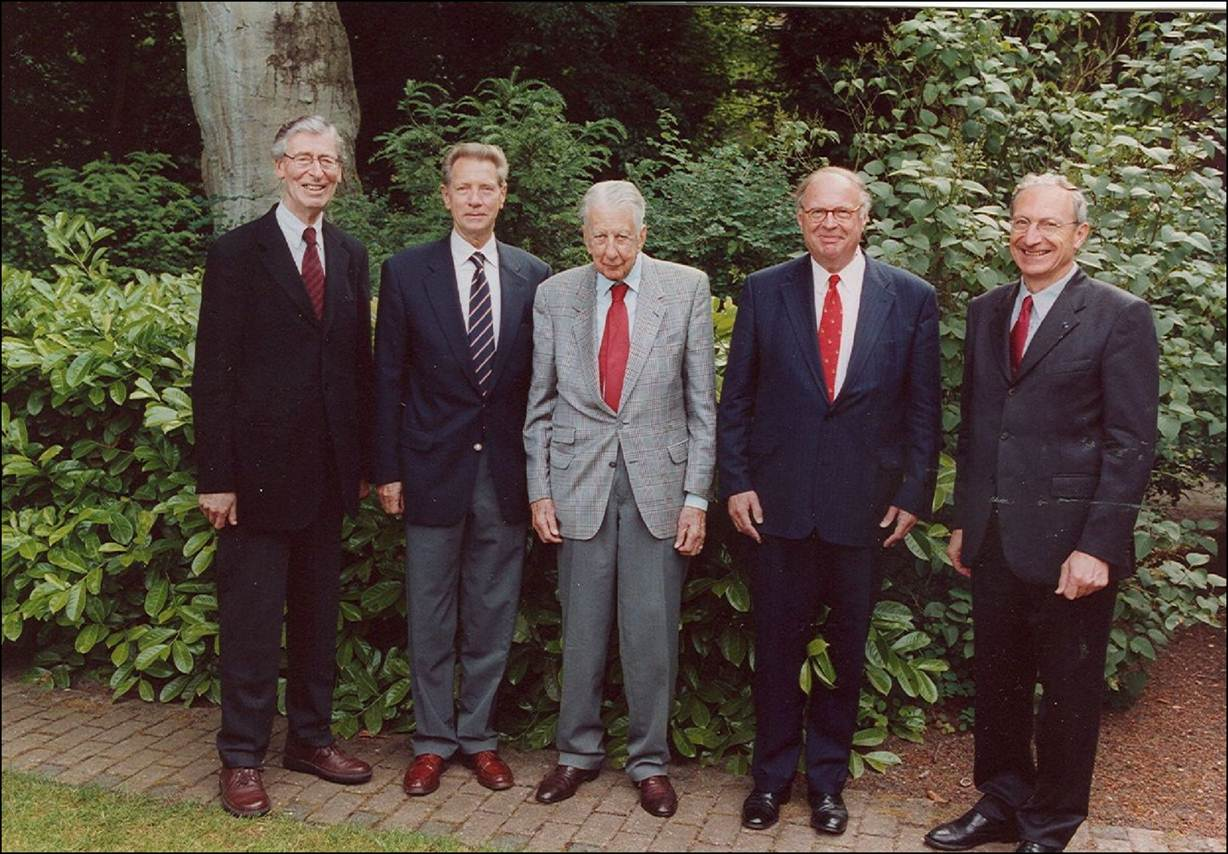
4 rectoren en een van de oprichters van het NIAS samen in Wassenaar (2002): v.l.n.r. Henk Misset, Dick van de Kaa, Bob Uhlenbeck, Henk Wesseling en Wim Blockmans

- Henk Misset (1970-1986)
- Dick van de Kaa (1986-1995)
- Henk Wesseling (1995-2002)
- Wim Blockmans (2002-2010)
- Aakfe Hulk (2010-2013)
- Paul Emmelkamp (2013-2016)
- Theo Mulder (2017)
- Jan Willem Duyvendak (2018-)[1]

## Enkele fellows
- Svetlana Alpers
- Rudy Andeweg
- László Andor
- Ben Arps
- Stephan Baekers
- Egbert Bakker
- Thomas Coomans de Brachène
- Maria van Daalen
- Cees Fasseur
- Jenny Gierveld
- Richard Gill
- Richard Goldstone
- Anne-Lot Hoek
- Willem Hofstee
- Ernst Homburg
- Henkjan Honing
- Pieter van der Horst
- Ruud Koole
- Willem Koops
- Rudy Kousbroek
- Geertje Lycklama à Nijeholt
- David Mitchell
- Wolfgang Mommsen
- Frits van Oostrom
- Stephan Sanders
- Johan Schot
- Benny Shanon
- Monika Sie Dhian Ho
- Larry Siedentop
- Willy Smedts
- Irene van Staveren
- George Steiner
- Frans Stokman
- Peter Gustaaf Swanborn
- Johan Tollebeek
- David Van Reybrouck
- Robert Jan van der Veen
- Roel in 't Veld
- Piet Verschuren
- Willem Albert Wagenaar
- Nasr Abu Zayd
- Gerard de Zeeuw

## Publicatie
- 22 1/2 years of NIAS. Ed. by W.R. Hugenholtz. Wassenaar, NIAS, 1994. ISBN 907109314X